# جان هيومانيك
جان هيومانيك (28 مايو 1907 – 13 مايو 1978) هو ملاكم تشيكوسلوفاكي راحل، مثّل بلاده في الألعاب الأولمبية الصيفية 1928.

## روابط خارجية
جان هيومانيك على موقع بوكس ريك (الإنجليزية) (registration required)
- جان هيومانيك على موقع أوليمبيديا (الإنجليزية)
- جان هيومانيك على موقع اللجنة الأولمبية التشيكية (التشيكية)